# Ứng dụng của in 3D
In 3D có nhiều ứng dụng. Trong sản xuất, y học, kiến trúc, trong nghệ thuật và thiết kế tùy biến. Một số người sử dụng máy in 3D để tạo thêm máy in 3D. Hiện nay, phương pháp in 3D đã được sử dụng trong các lĩnh vực sản xuất, y tế, công nghiệp và văn hóa xã hội, tạo điều kiện cho in 3D trở thành công nghệ thương mại thành công.

## Các ứng dụng trong sản xuất
In ba chiều làm cho nó rẻ tiền để tạo ra các vật phẩm đơn lẻ vì nó tạo ra hàng ngàn và do đó làm suy yếu các nền kinh tế dựa trên quy mô. Nó có thể có tác động sâu sắc đến thế giới cũng giống như sự ra đời của nhà máy... Không ai có thể dự đoán được tác động của động cơ hơi nước vào năm 1750 - hoặc máy in năm 1450, hay bóng bán dẫn vào năm 1950 - không thể thấy trước được tác động lâu dài của in 3D. Nhưng công nghệ này đang đến, và nó có khả năng phá vỡ mọi lĩnh vực mà nó chạm vào.
— Một lãnh đạo The Economist, vào 10 tháng 2 năm 2011
Công nghệ AM đã bắt đầu được  ứng dụng từ những năm 1980 trong phát triển sản phẩm, trực quan hóa dữ liệu, tạo mẫu nhanh và sản xuất chuyên dụng. Việc mở rộng sang sản xuất (sản xuất công việc, sản xuất hàng loạt và sản xuất phân tán) đã được phát triển trong nhiều thập kỷ kể từ đó. Vai trò sản xuất công nghiệp trong phạm vi các ngành công nghiệp gia công kim loại đạt được quy mô đáng kể lần đầu tiên vào đầu những năm 2010. Kể từ đầu thế kỷ 21 đã có sự tăng trưởng lớn trong doanh thu của các máy móc AM, và giá của chúng đã giảm đáng kể. Theo Wohlers Associates, một nhà tư vấn, thị trường máy in và dịch vụ in 3D có giá trị 2,2 tỷ USD trên toàn thế giới trong năm 2012, tăng 29% so với năm 2011. McKinsey dự đoán rằng sản xuất đắp dần có thể có tác động kinh tế $ 550 tỷ mỗi năm vào năm 2025. Công nghệ AM có rất nhiều ứng dụng trong kiến trúc, xây dựng (AEC), thiết kế công nghiệp, công nghiệp ô tô, hàng không vũ trụ, các ngành công nghiệp quân sự, kỹ thuật, nha khoa và y tế, công nghệ sinh học (thay thế mô người), thời trang, giày dép,đồ trang sức, kính mắt, giáo dục, hệ thống thông tin địa lý, thực phẩm và nhiều lĩnh vực khác.
Các ứng dụng đầu tiên của các nhà sản xuất đắp dần đã xuất hiện ở phòng sửa dụng cụ trong một loạt ngành sản xuất. Ví dụ:
Tạo mẫu nhanh là một trong những biến thể đắp dần sớm nhất. Nó làm giảm thời gian chết và chi phí phát triển nguyên mẫu của các bộ phận và thiết bị mới, trước đó chỉ được thực hiện với các phương pháp truyền thống như phay, tiện, và mài chính xác. Các phương pháp truyền thống chính xác hơn so với in 3D với độ chính xác đến 0.00005" và tạo các bộ phận chất lượng tốt nhanh hơn, nhưng đôi khi lại quá đắt đối với các bộ phận nguyên mẫu không yêu cầu độ chính xác cao. Tuy nhiên, với những tiến bộ công nghệ trong sản xuất đắp dần và việc phổ biến những tiến bộ đó vào thế giới kinh doanh, các phương pháp này đang tiến xa hơn nữa trong quá trình sản xuất theo cách sáng tạo và đôi khi bất ngờ. Các bộ phận trước đây chỉ được chế tạo bằng các phương pháp cắt gọt hiện nay trong một số trường hợp được thực hiện thông qua các phương pháp đắp dần sẽ cho nhiều lợi nhuận hơn. Ngoài ra, những phát triển mới trong công nghệ RepRap cho phép cùng một thiết bị thực hiện cả sản xuất đắp dần và cắt gọt bằng cách hoán đổi đầu công cụ gá lắp bằng từ tính.

### Sản xuất đắp dần dựa trên đám mây
Sản xuất đắp dần kết hợp với công nghệ điện toán đám mây cho phép sản xuất phân tán về địa lý. Sản xuất đắp dần dựa trên đám mây đề cập đến một mô hình sản xuất theo mạng lưới định hướng dịch vụ, trong đó người tiêu dùng dịch vụ có thể xây dựng các chi tiết thông qua Cơ sở hạ tầng như một dịch vụ (IaaS), Nền tảng dưới dạng dịch vụ (PaaS), Phần cứng như một dịch vụ (HaaS) và Phần mềm dưới dạng dịch vụ (SaaS). Sản xuất phân tán như vậy được thực hiện bởi một số doanh nghiệp như 3D Hubs, nơi mọi người cần in 3D có thể liên lạc với chủ sở hữu máy in.
Một số công ty cung cấp dịch vụ in 3D trực tuyến cho cả khách hàng thương mại và cá nhân, làm việc từ thiết kế 3D được tải lên trang web của công ty. Thiết kế in 3D do khách hàng cung cấp hoặc được chọn từ nhà cung cấp dịch vụ.

### Tùy biến hàng loạt

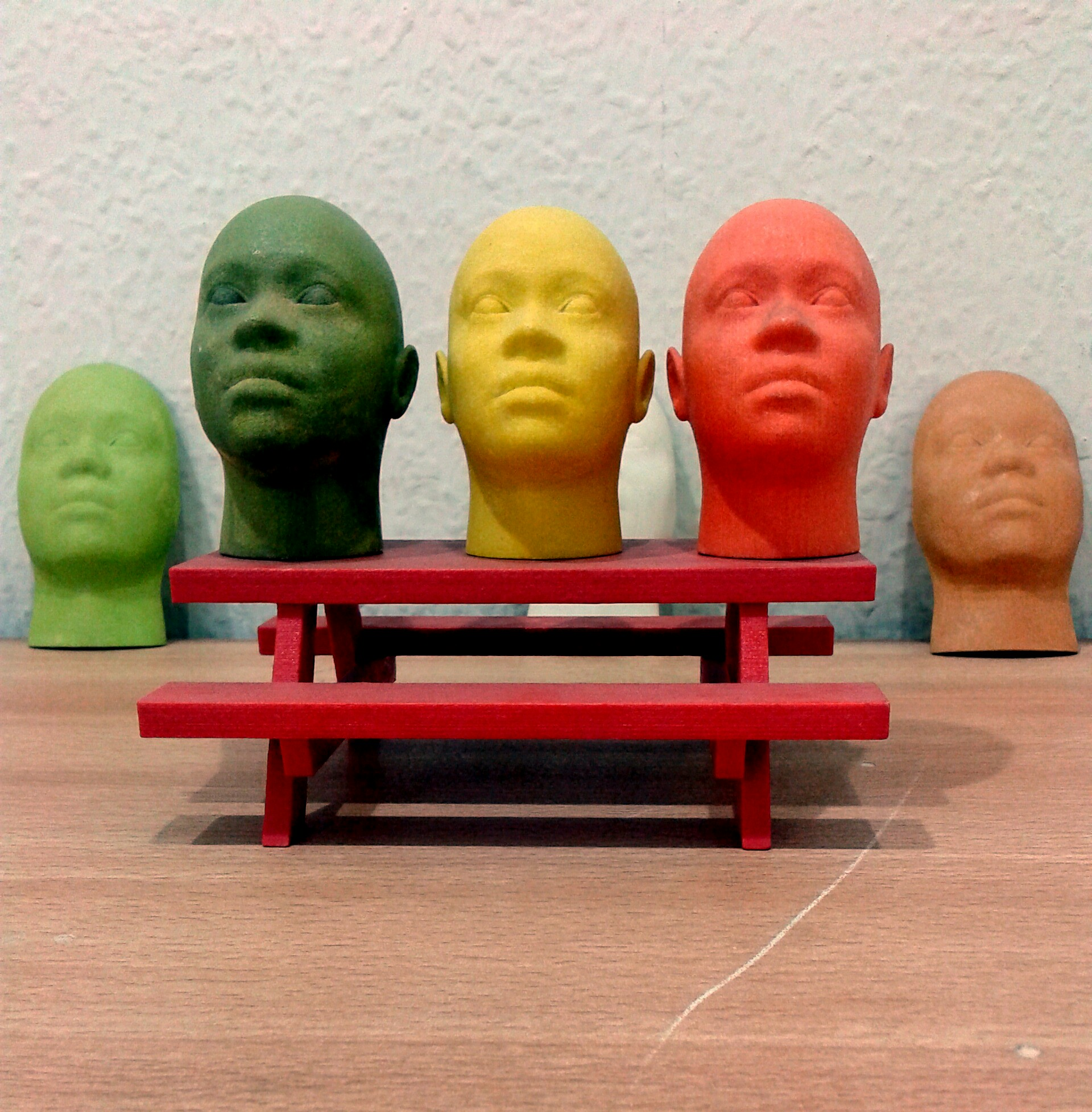
Mô hình khuôn mặt thu nhỏ (từ FaceGen) được sản xuất bằng cách sử dụng vật liệu Ceramic Dựa trên Máy in phun 3D đầy đủ màu

Các công ty đã tạo ra các dịch vụ mà người tiêu dùng có thể tùy biến các đối tượng bằng cách sử dụng phần mềm tùy biến dựa trên web đơn giản và đặt hàng các sản phẩm là các đối tượng độc đáo được in 3D. Điều này giờ đây cho phép người tiêu dùng tạo các vỏ tùy chỉnh cho điện thoại di động của họ. Nokia đã phát hành các thiết kế 3D của vỏ điện thoại để chủ sở hữu có thể tùy biến và in 3D.

### Sản xuất nhanh
Những tiến bộ trong công nghệ RP đã giới thiệu các vật liệu thích hợp cho việc sản xuất cuối cùng, do đó đã giới thiệu khả năng sản xuất trực tiếp các bộ phận hoàn thiện. Một lợi thế của việc in 3D để sản xuất nhanh nằm ở việc sản xuất tương đối rẻ một số lượng nhỏ các bộ phận.
Sản xuất nhanh chóng là một phương pháp sản xuất mới và nhiều quy trình của nó vẫn chưa được chứng minh. In 3D hiện đang bước vào lĩnh vực sản xuất nhanh chóng và được xác định là một công nghệ "cấp độ tiếp theo" bởi nhiều chuyên gia trong một báo cáo vào năm 2009. Một trong những phương pháp hứa hẹn nhất có vẻ là sự thích nghi của phương pháp thiêu kết laser có chọn lọc (SLS), hoặcthiêu kết laser kim loại định hướng (DMLS) một số phương pháp tạo mẫu nhanh được thiết lập tốt hơn. Tính đến năm 2006, những kỹ thuật này vẫn còn nằm trong giai đoạn trứng nước, với nhiều trở ngại cần phải vượt qua trước RM có thể được coi là một phương pháp sản xuất có hiệu quả.

### Tạo mẫu nhanh
Máy in 3D công nghiệp đã tồn tại từ đầu những năm 1980 và đã được sử dụng rộng rãi để tạo mẫu nhanh và nghiên cứu. Đây thường là những máy lớn hơn sử dụng kim loại bột độc quyền, phương tiện đúc (ví dụ: cát), nhựa, giấy hoặc hộp mực và được sử dụng để tạo mẫu nhanh chóng bởi các trường đại học và công ty thương mại.

### Nghiên cứu
In 3D có thể đặc biệt hữu ích trong các phòng thí nghiệm nghiên cứu do khả năng tạo ra các dạng hình học chuyên biệt, riêng biệt. Năm 2012, dự án chứng minh khái niệm tại Đại học Glasgow, Vương quốc Anh, cho thấy có thể sử dụng các kỹ thuật in 3D để hỗ trợ sản xuất cáchợp chất hóa học. Họ lần đầu tiên in các bình phản ứng hóa học, sau đó sử dụng máy in để đưa các chất phản ứng vào chúng. Họ đã sản xuất các hợp chất mới để xác minh tính hợp lệ của quy trình, nhưng đã không theo đuổi việc ứng dụng cụ thể.
Thông thường, quy trình FDM được sử dụng để in các bình phản ứng rỗng hoặc bình phản ứng siêu nhỏ. Nếu in 3D được thực hiện trong một môi trường khí trơ, các bình phản ứng có thể được đổ đầy các chất phản ứng cao trong quá trình in. Các vật thể in 3D là không khí và kín nước trong vài tuần. Bằng cách in các bình phản ứng theo dạng hình bình cuvett hoặc ống đo thông thường, các phép đo phân tích thông thường như quang phổUV / VIS-, IR- và NMR có thể được thực hiện trực tiếp trong bình in 3D.
Ngoài ra, in 3D đã được sử dụng trong các phòng thí nghiệm nghiên cứu để chế tạo các thành phần sử dụng trong thí nghiệm, như các bộ phận che chắn từ tính và chân không với hiệu suất được chứng minh so với các bộ phận truyền thống.

### Thực phẩm
Sản xuất đắp dần thực phẩm đang được phát triển bằng cách ép ra thực phẩm thành các vật thể ba chiều từng lớp một. Một lượng lớn các loại thực phẩm thích hợp, chẳng hạn như sô cô la và kẹo, và các loại thực phẩm phẳng như bánh quy giòn, mì ống, và pizza. NASA đã xem xét tính linh hoạt của khái niệm, trao một hợp đồng cho Tổ chức Tư vấn Nghiên cứu Vật liệu và Hệ thống để nghiên cứu tính khả thi của việc in thực phẩm trong không gian. Một trong những vấn đề với in thực phẩm là cấu tạo của thức ăn. Ví dụ, các loại thực phẩm không đủ chắc để đắp không thích hợp cho việc in 3D.

### Dụng cụ nhanh
Dụng cụ nhanh là quá trình sử dụng các phương tiện mô-đun để thiết kế dụng cụ được sản xuất bằng phương pháp đắp dần hoặc phương pháp in 3D để cho phép tạo mẫu nhanh và đáp ứng các nhu cầu dụng cụ và đồ gá. Công cụ nhanh sử dụng phương pháp hiệu quả về chi phí và chất lượng cao để đáp ứng nhanh chóng nhu cầu của khách hàng và thị trường. Nó có thể được sử dụng trong gia công bằng nước, dập, ép phun và các quá trình sản xuất khác.

## Ứng dụng y tế
Phẫu thuật sử dụng phương pháp điều trị trọng tâm là in 3D có lịch sử bắt đầu vào giữa những năm 1990 với mô hình giải phẫu để lập kế hoạch phẫu thuật tái tạo xương. Bằng cách thực hành trên một mô hình thật trước khi phẫu thuật, bác sĩ phẫu thuật đã được chuẩn bị tốt hơn và bệnh nhân được chăm sóc tốt hơn. Cấy ghép cho bệnh nhân là một phần mở rộng tự nhiên của công nghệ này, cho phép việc cấy ghép được cá nhân hóa thực sự phù hợp với một cá nhân. Lập kế hoạch ảo về phẫu thuật và hướng dẫn sử dụng công cụ in 3D được cá nhân hóa đã được áp dụng cho nhiều lĩnh vực phẫu thuật bao gồm thay thế toàn bộ và tái tạo xương sọ với thành công lớn. Nghiên cứu mới về việc sử dụng các mô hình để lập kế hoạch phẫu thuật tim và cơ quan rắn đã dẫn đến tăng  việc sử dụng in 3D ở những lĩnh vực này. In 3D dựa trên bệnh viện hiện là mối quan tâm lớn và nhiều tổ chức theo đuổi việc bổ sung sản phẩm này trong các khoa X quang cá nhân. Công nghệ này đang được sử dụng để tạo ra các thiết bị độc đáo, phù hợp với bệnh nhân cho các bệnh hiếm gặp. Một ví dụ về điều này là nẹp xương sống tự tiêu biến để điều trị trẻ sơ sinh mắc chứng nhuyễn khí phế quản  được phát triển tại Đại học Michigan. Một số nhà sản xuất thiết bị cũng đã bắt đầu sử dụng in 3D để hướng dẫn phẫu thuật phù hợp với bệnh nhân (polyme). Việc sử dụng sản xuất đắp dần cho sản xuất hàng loạt trong cấy ghép chỉnh hình (kim loại) cũng đang tăng lên do khả năng tạo ra các cấu trúc bề mặt xốp có hiệu quả, tạo điều kiện cho quá trình thẩm thấu. Các vật đúc dùng cho gãy xương có thể được lắp đặt và mở tùy chỉnh, cho phép người đeo có thể gãi ngứa, rửa và thông gió cho khu vực bị gãy. Chúng cũng có thể được tái chế.
Chế tạo bằng sợi in nóng chảy (FFF) đã được sử dụng để tạo ra các cấu trúc vi mô với các dạng hình học bên trong ba chiều. Cấu trúc đỡ hoặc vật liệu hỗ trợ bổ sung là không cần thiết. Cấu trúc sử dụng axit polylactic (PLA) có thể có độ rỗng hoàn toàn có thể kiểm soát trong khoảng 20% –60%. Những cấu trúc đỡ như vậy có thể đóng vai trò như các mẫu y sinh dùng trong nuôi cấy tế bào, hoặc cấy ghép phân hủy sinh học trong kỹ thuật mô.

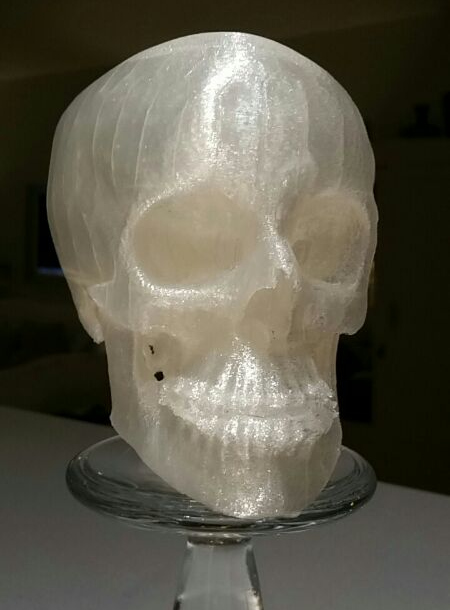
In 3D hộp sọ người từ dữ liệu chụp cắt lớp máy tính

In 3D đã được sử dụng để in cấy ghép cụ thể trên bệnh nhân và thiết bị y tế. Các hoạt động thành công bao gồm một khung xương chậu được cấy ghép vào một bệnh nhân người Anh, hàm dưới bằng titan được cấy ghép cho một bệnh nhân Hà Lan, và nẹp nách khí quản bằng nhựa cho trẻ sơ sinh người Mỹ. Các ngành công nghiệp trợ thính và nha khoa dự kiến sẽ là khu vực phát triển lớn nhất trong tương lai sử dụng công nghệ in 3D tùy biến. Vào tháng 3 năm 2014, các bác sĩ phẫu thuật ở Swansea đã sử dụng các bộ phận in 3D để xây dựng lại khuôn mặt của một người đi xe mô tô đã bị thương nặng trong một tai nạn giao thông. Nghiên cứu cũng đang được tiến hành trên phương pháp thay thế in sinh học cho mô bị mất do viêm khớp và ung thư .
Công nghệ in 3D hiện có thể được sử dụng để tạo bản sao chính xác của các cơ quan. Máy in sử dụng hình ảnh từ MRI hoặc CT của bệnh nhân làm mẫu và đặt các lớp cao su hoặc nhựa xuống.

### In sinh học
Năm 2006, các nhà nghiên cứu tại Đại học Cornell đã xuất bản một số tác phẩm tiên phong trong in 3D để chế tạo mô, in thành công mực in sinh học hydrogel. Công trình tại Cornell đã được mở rộng bằng cách sử dụng các máy in sinh học chuyên dụng được sản xuất bởi Seraph Robotics, Inc., một đơn vị thuộc trường đại học, giúp xúc tiến một mối quan tâm toàn cầu trong nghiên cứu in 3D y sinh học.
In 3D đã được coi là một phương pháp cấy ghép tế bào gốc có khả năng tạo ra các mô và cơ quan mới cho con người. Với khả năng biến đổi thành bất kỳ loại tế bào nào khác trong cơ thể con người, tế bào gốc cung cấp tiềm năng to lớn trong in sinh học 3D. Giáo sư Leroy Cronin của Đại học Glasgow đã đề xuất trong một hội thảo TED 2012 rằng có thể sử dụng các loại mực hóa học để in thuốc.
Tính đến  năm 2012,Công nghệ in 3D sinh học đã được nghiên cứu bởi các công ty công nghệ sinh học và học viện để sử dụng trong các ứng dụng kỹ thuật mô trong đó các bộ phận cơ thể và cơ thể được xây dựng bằng cách sử dụng các kỹ thuật in phun. Trong quá trình này, các lớp tế bào sống được lắng đọng vào một môi trường gel hoặc ma trận đường và được xây dựng từ từ để tạo thành các cấu trúc ba chiều bao gồm các hệ thống mạch máu. Hệ thống sản xuất mô in 3D đầu tiên được phân phối vào năm 2009, dựa trên công nghệ sinh học của NovoGen. Một số thuật ngữ đã được sử dụng để tham khảo lĩnh vực nghiên cứu này: in nội tạng, in sinh học, in phần thân, và kỹ thuật mô được hỗ trợ bởi máy tính,.... Khả năng sử dụng in mô 3D để tạo ra các kiến trúc mô mềm cho phẫu thuật tái tạo cũng đang được khám phá.
Năm 2013, các nhà khoa học Trung Quốc bắt đầu in tai, gan và thận, với mô sống. Các nhà nghiên cứu ở Trung Quốc đã có thể in thành công các cơ quan của con người bằng cách sử dụng các máy in sinh học 3D chuyên dụng sử dụng các tế bào sống thay vì nhựa. Các nhà nghiên cứu tại Đại học Hàng Châu Dianzi đã thiết kế "máy in sinh học 3D" được đặt tên là "Regenovo". Xu Mingen, nhà phát triển của Regenovo, nói rằng nó có thể sản xuất một mẫu mô gan hoặc sụn tai nhỏ trong vòng chưa đầy một giờ và dự đoán rằng các cơ quan in đầy đủ chức năng có thể mất từ 10 đến 20 năm để phát triển.

### Các thiết bị y tế
Vào ngày 24 tháng 10 năm 2014, một bé gái năm tuổi sinh ra mà không có ngón tay hoàn chỉnh trên bàn tay trái của cô đã trở thành đứa trẻ đầu tiên ở Anh có tay giả được làm bằng công nghệ in 3D. Bàn tay của cô được thiết kế bởi E-nable có trụ sở tại Hoa Kỳ, một tổ chức thiết kế nguồn mở, sử dụng mạng lưới tình nguyện viên để thiết kế và làm bộ phận giả cho trẻ em. Bàn tay giả được dựa trên một khuôn thạch cao được thực hiện bởi cha mẹ cô. Một cậu bé tên là Alex cũng được sinh ra thiếu một cánh tay ngay phía trên khuỷu tay. Nhóm nghiên cứu đã có thể sử dụng in 3D để tải lên một cánh tay điện tử Myoelectric điện tử chạy bằng servo và pin được kích hoạt bởi cơ điện từ. Với việc sử dụng máy in 3D, E-NABLE cho đến nay đã phân phối hơn 400 tay nhựa cho trẻ em.
Bộ phận giả được in đã được sử dụng để phục hồi động vật bị tê liệt. Vào năm 2013, một chân in 3D cho phép đi bộ vịt con bị tê liệt một lần nữa. Vào năm 2014, một con chó chihuahua sinh ra không có chân trước được trang bị dây nịt và bánh xe được tạo bằng máy in 3D. Vỏ cua ẩn sĩ in 3D cho phép cua  ẩn sĩ sống trong một ngôi nhà theo phong cách mới. Một mỏ giả là một công cụ được phát triển bằng cách sử dụng in 3D để giúp hỗ trợ một con đại bàng đầu trắng tên là Beauty, có mỏ bị cắt xén nghiêm trọng do bị bắn vào mặt. Kể từ năm 2014, cấy ghép đầu gối titan thương mại đã có trên thị trường với máy in 3D cho chó đã được sử dụng để khôi phục lại khả năng đi lại của động vật. Hơn 10.000 con chó ở châu Âu và Hoa Kỳ đã được điều trị chỉ sau một năm.
Vào tháng 2 năm 2015, FDA đã chấp thuận việc tiếp thị một bu lông phẫu thuật tạo điều kiện cho phẫu thuật bàn chân ít xâm lấn hơn và loại bỏ việc phải khoan qua xương. Các thiết bị in 3D, 'FastForward Bone Tether Plate' được chấp thuận để sử dụng trong phẫu thuật điều chỉnh để điều trị nốt viêm tấy ở kẽ ngón chân cái.. Vào tháng 10 năm 2015, nhóm giáo sư Andreas Herrmann tại Đại học Groningen đã phát triển các loại nhựa có thể in 3D đầu tiên với các đặc tính kháng khuẩn. Sử dụng stereolithography, nhóm ammonium bậc bốn được kết hợp vào các thiết bị nha khoa để diệt vi khuẩn khi tiếp xúc. Đây là loại vật liệu có thể được áp dụng thêm trong các thiết bị y tế và cấy ghép.
Vào ngày 6 tháng 6 năm 2011, công ty Xilloc Medical cùng với các nhà nghiên cứu tạiĐại học Hasselt, Bỉ đã in thành công một xương hàm mới cho một phụ nữ Hà Lan 83 tuổi từ tỉnh Limburg.
In 3D đã được sử dụng để sản xuất mỏ giả cho đại bàng, một con ngỗng Brazil tên là Victoria, và một  chim tucăng Costa Rica gọi là Grecia.

### Thuốc
Viên thuốc đầu tiên được sản xuất bởi in 3D đã được FDA chấp thuận vào tháng 8 năm 2015. Chất kết dính vào một lớp bột của thuốc cho phép tạo ra các viên thuốc rất xốp, cho phép liều thuốc cao trong một viên thuốc hòa tan nhanh và có thể nuốt vào dễ dàng. Điều này đã được chứng minh cho Spritam, một sự cải cách của levetiracetam để điều trị chứng động kinh.

## Ứng dụng công nghiệp

### Trang phục

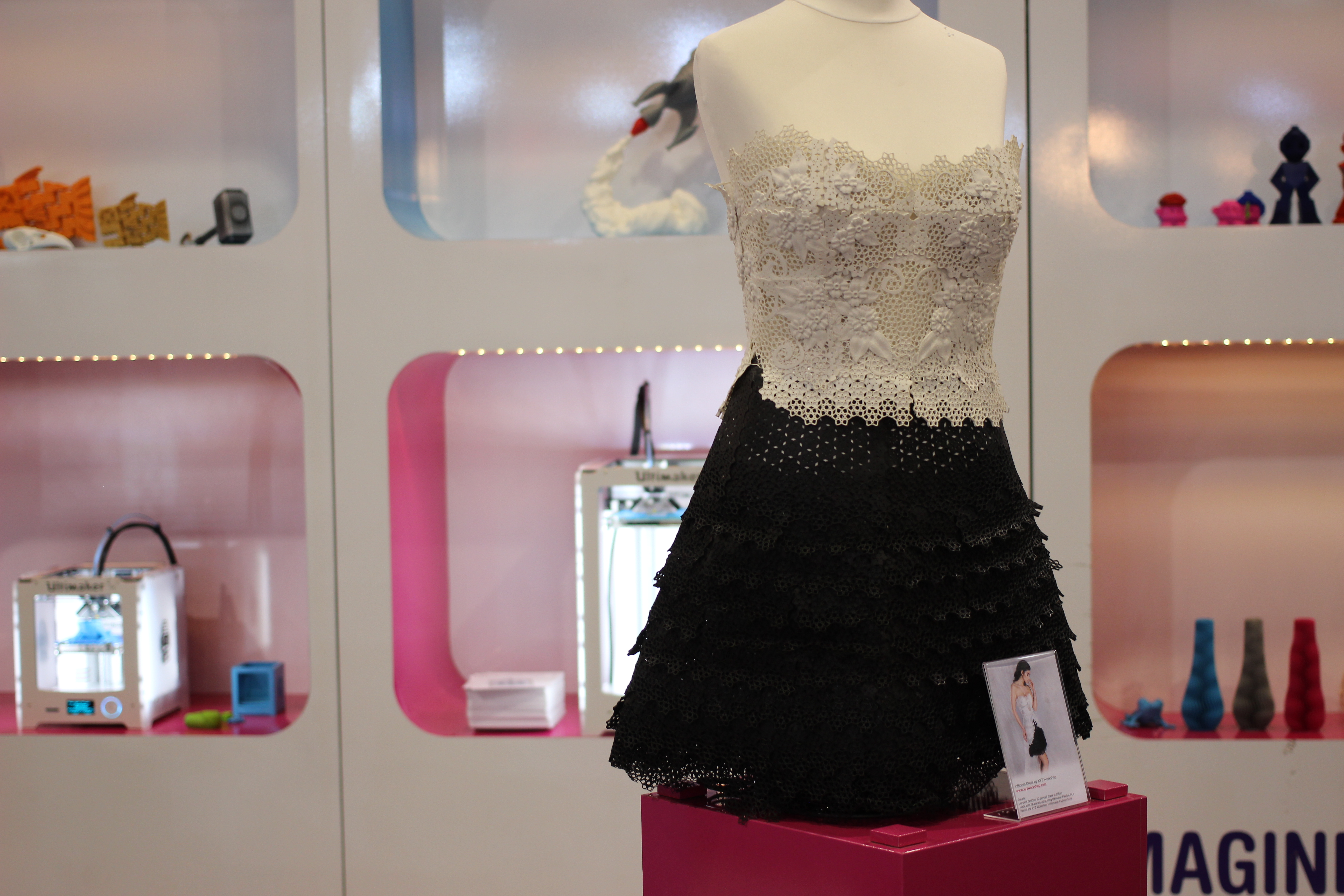
trang phục in 3D inBloom

In 3D đã bước vào thế giới quần áo với các nhà thiết kế thời trang thử nghiệm với bộ bikini, giày và váy in 3D. Trong sản xuất thương mại Nike đang sử dụng công nghệ in 3D để sản xuất thử nghiệm và sản xuất giày bóng đá Vapor Laser Talon 2012 cho người chơi bóng đá Mỹ, và New Balance là sản phẩm 3D phù hợp cho các vận động viên.
In 3D đã đến thời điểm mà các công ty đang in kính mắt người tiêu dùng với kiểu dáng và phong cách tùy chỉnh theo yêu cầu (mặc dù họ không thể in các ống kính). Tùy chỉnh theo yêu cầu đối với kính là khả thi với tạo mẫu nhanh.
Tuy nhiên, nhận xét đã được thực hiện trong giới hàn lâm như giới hạn tiềm năng của việc con người chấp nhận các mặt hàng may mặc được tùy chỉnh hàng loạt như vậy do làm giảm khả năng truyền thông giá trị thương hiệu.
Trong thế giới của các triều đại thời trang cao cấp như Karl Lagerfeld thiết kế cho Chanel, Iris van Herpen và Noa Raviv làm việc với công nghệ từ Stratasys, đã sử dụng và in nổi 3d trong bộ sưu tập của họ. Lựa chọn từ các dòng và khác làm việc với in 3d đã được trưng bày tại Bảo tàng Mỹ thuật Metropolitan, Trung tâm phục trang Anna Wintour năm 2016, triển lãm "Manus X Machina".

### Nghệ thuật và đồ trang sức công nghiệp
In 3D được sử dụng để sản xuất khuôn mẫu để làm đồ trang sức, và thậm chí chính cả đồ trang sức. In 3D đang trở nên phổ biến trong ngành công nghiệp quà tặng có thể tùy biến, với các sản phẩm như mô hình nghệ thuật và búp bê được cá nhân hóa, trong nhiều hình dạng: bằng kim loại hoặc nhựa, hoặc là nghệ thuật tiêu hao, chẳng hạn như sô cô la in 3D.

### Ngành công nghiệp ô tô

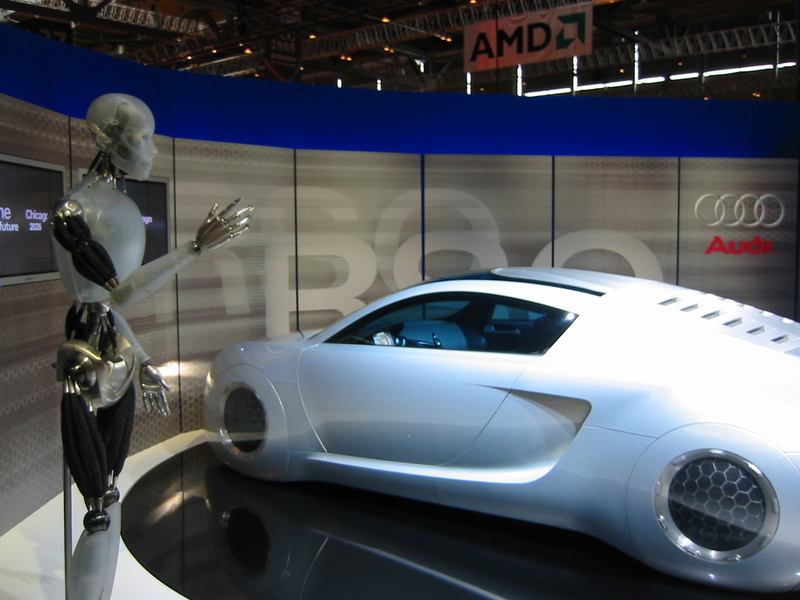
Audi RSQ được chế tạo bằng robot KUKA công nghiệp khi tạo mẫu nhanh.

Đầu năm 2014, nhà sản xuất siêu xe Thụy Điển Koenigsegg đã công bố One: 1, một siêu xe sử dụng nhiều thành phần được in 3D. Trong phiên bản giới hạn của xe Koenigsegg sản xuất, One: 1 có bên trong gương bên trong, ống dẫn khí, các bộ phận xả titan, và các bộ tăng áp hoàn chỉnh được in 3D như là một phần của quá trình sản xuất.
Urbee là tên của chiếc xe đầu tiên trên thế giới có khung  sử dụng công nghệ in 3D (thân xe và cửa sổ xe hơi của nó đã được "in"). Được tạo ra vào năm 2010 thông qua quan hệ đối tác giữa nhóm kỹ thuật Kor Ecologic của Mỹ và công ty Stratasys (nhà sản xuất máy in Stratasys 3D), nó là một chiếc xe lai với diện mạo tương lai.
Trong năm 2014, Local Motors ra mắt Strati, một chiếc xe hoạt động hoàn toàn bằng 3D được in bằng nhựa ABS và sợi carbon, ngoại trừ hệ thống truyền động. Trong năm 2015, công ty sản xuất một lần lặp lại được gọi là LM3D Swim được in 3D 80%. Trong năm 2016, công ty đã sử dụng in 3D trong việc tạo ra các bộ phận ô tô, những thứ như vậy được sử dụng trong Olli, một chiếc xe tự lái được phát triển bởi công ty.
Vào tháng 5 năm 2015, Airbus thông báo rằng chiếc Airbus A350 XWB mới của hãng đã có hơn 1000 linh kiện được sản xuất bằng in 3D.
In 3D cũng đang được sử dụng bởi lực lượng không quân để in phụ tùng cho máy bay. Trong năm 2015, một chiếc máy bay chiến đấu của Không quân Hoàng gia Anh Eurofighter Typhoon bay với các bộ phận in 3D. Không quân Hoa Kỳ đã bắt đầu làm việc với máy in 3D, và Không quân Israel cũng đã mua một máy in 3D để in phụ tùng.

### Xây dựng
Việc sử dụng in 3D để tạo ra các mô hình quy mô trong kiến trúc và xây dựng đã dần phổ biến vì chi phí của máy in 3D đã giảm. Điều này đã cho phép quay vòng nhanh hơn các mô hình quy mô như vậy và cho phép tăng ổn định tốc độ sản xuất và độ phức tạp của các vật thể được tạo ra.
In 3D, ứng dụng in 3D để chế tạo các cấu kiện xây dựng hoặc toàn bộ tòa nhà đã được phát triển kể từ giữa những năm 1990, phát triển công nghệ mới đã tăng đều đặn kể từ năm 2012 và ngành nhánh của in 3D này đang bắt đầu trưởng thành. Xem bài viết chính.

### Súng cầm tay
Trong năm 2012, Defense Distributed ở Mỹ tiết lộ kế hoạch "thiết kế" một khẩu súng nhựa làm việc có thể được tải xuống và sao chép bởi bất kỳ ai với máy in 3D." Defense Distributed cũng đã thiết kế một bộ thu hạ thấp loại AR-15 có thể in 3D (có khả năng kéo dài hơn 650 viên đạn) và một tạp chí M16 30 vòng. AR-15 có nhiều bộ thu (cả bộ nhận trên và dưới), nhưng bộ phận được kiểm soát hợp pháp là bộ phận được tuần tự hóa (mức thấp hơn, trong trường hợp của AR-15). Ngay sau khi Defense Distributed thành công trong việc thiết kế kế hoạch chi tiết đầu tiên để sản xuất súng nhựa với máy in 3D vào tháng 5 năm 2013, Bộ Ngoại giao Hoa Kỳ yêu cầu họ xóa hướng dẫn khỏi trang web của họ. Sau khi Defributed Distributed phát hành kế hoạch của họ, các câu hỏi đã được nêu ra về các hiệu ứng mà in 3D và gia công CNC ở mức độ phổ biến rộng rãi có thể có hiệu quả kiểm soát súng.
Năm 2014, một người đàn ông đến từ Nhật Bản đã trở thành người đầu tiên trên thế giới bị bỏ tù vì chế tạo súng in 3D. Yoshitomo Imura đăng các video và bản thiết kế trực tuyến của súng và bị kết án tù hai năm. Cảnh sát tìm thấy ít nhất hai khẩu súng trong nhà của anh ấy có khả năng bắn đạn.

### Máy tính và rô bốt
In 3D cũng có thể được sử dụng để làm cho máy tính xách tay và các máy tính và vỏ. Ví dụ, các vỏ máy tính xách tay tiêu chuẩn của Novena và VIA OpenBook. I E. một bo mạch chủ Novena có thể được mua và được sử dụng trong một vỏ VIA OpenBook được in.
Robot nguồn mở  cũng được xây dựng bằng máy in 3D. Double Robotics cấp quyền truy cập vào công nghệ của họ (SDK mở). Mặt khác, 3 & DBot là một robot máy in 3D Arduino với bánh xe và ODOI là một robot hình người được in 3D.

### Cảm biến mềm và bộ truyền động
In 3D đã tìm thấy vị trí của nó trong cảm biến mềm và thiết bị truyền động sản xuất lấy cảm hứng từ khái niệm in 4D. Phần lớn các bộ cảm biến và bộ truyền động mềm thông thường được chế tạo bằng cách sử dụng các quy trình sản lượng thấp nhiều bước đòi hỏi chế tạo thủ công, hậu xử lý / lắp ráp và lặp lại lâu dài với ít linh hoạt hơn trong tùy chỉnh và khả năng tái sản xuất  sản phẩm cuối cùng. In 3D là một sự thay đổi của trò chơi trong các lĩnh vực này với việc giới thiệu các đặc tính hình học, chức năng và kiểm soát tùy chỉnh để tránh các khía cạnh tẻ nhạt và mất thời gian của các phương pháp chế tạo trước đó.

### Không gian
Máy in Zero-G, máy in 3D đầu tiên được thiết kế để hoạt động trong môi trường không trọng lực, được xây dựng dưới sự hợp tác chung giữa Trung tâm bay không gian Marshall của NASA (MSFC) và Made In Space, Inc. Vào tháng 9 năm 2014, SpaceX đã giao máy in 3D không trọng lực tới Trạm vũ trụ quốc tế (ISS). Vào ngày 19 tháng 12 năm 2014, NASA gửi qua email bản vẽ CAD cho một cái khóa kiểu ống cho các phi hành gia trên ISS, người đã in công cụ bằng máy in 3D của mình. Ứng dụng cho không gian cung cấp khả năng in các bộ phận hoặc công cụ tại chỗ, trái ngược với việc sử dụng tên lửa để mang theo các vật phẩm được sản xuất trước cho các nhiệm vụ không gian đến các thuộc địa của con người trên mặt trăng, sao Hỏa hoặc ở nơi khác. Máy in 3D thứ hai trong không gian, Máy in 3D di động của Cơ quan Vũ trụ châu Âu (POP3D) đã được lên kế hoạch sẽ được chuyển đến Trạm vũ trụ quốc tế trước tháng 6 năm 2015. Trong năm 2016, Digital Trends báo cáo rằng BeeHex đang xây dựng một máy in thực phẩm 3D cho các nhiệm vụ có người lái đến sao Hỏa.
Hầu hết các công trình được quy hoạch trên các tiểu hành tinh hoặc hành tinh sẽ được khởi động bằng cách nào đó bằng cách sử dụng các vật liệu có sẵn trên các vật thể đó. In 3D thường là một trong các bước trong quá trình khởi động này. Dự án Sinterhab đang nghiên cứu một cơ sở mặt trăng được xây dựng bằng in 3D sử dụng lớp đất mặt của mặt trăng làm vật liệu cơ bản. Thay vì thêm một tác nhân liên kết vào lớp đất mặt, các nhà nghiên cứu đang thử nghiệm với quá trình thiêu kết vi sóng để tạo ra các khối rắn từ nguyên liệu thô.
Các dự án như thế này đã được nghiên cứu để xây dựng môi trường sống ngoài trái đất.

## Các ứng dụng văn hóa xã hội

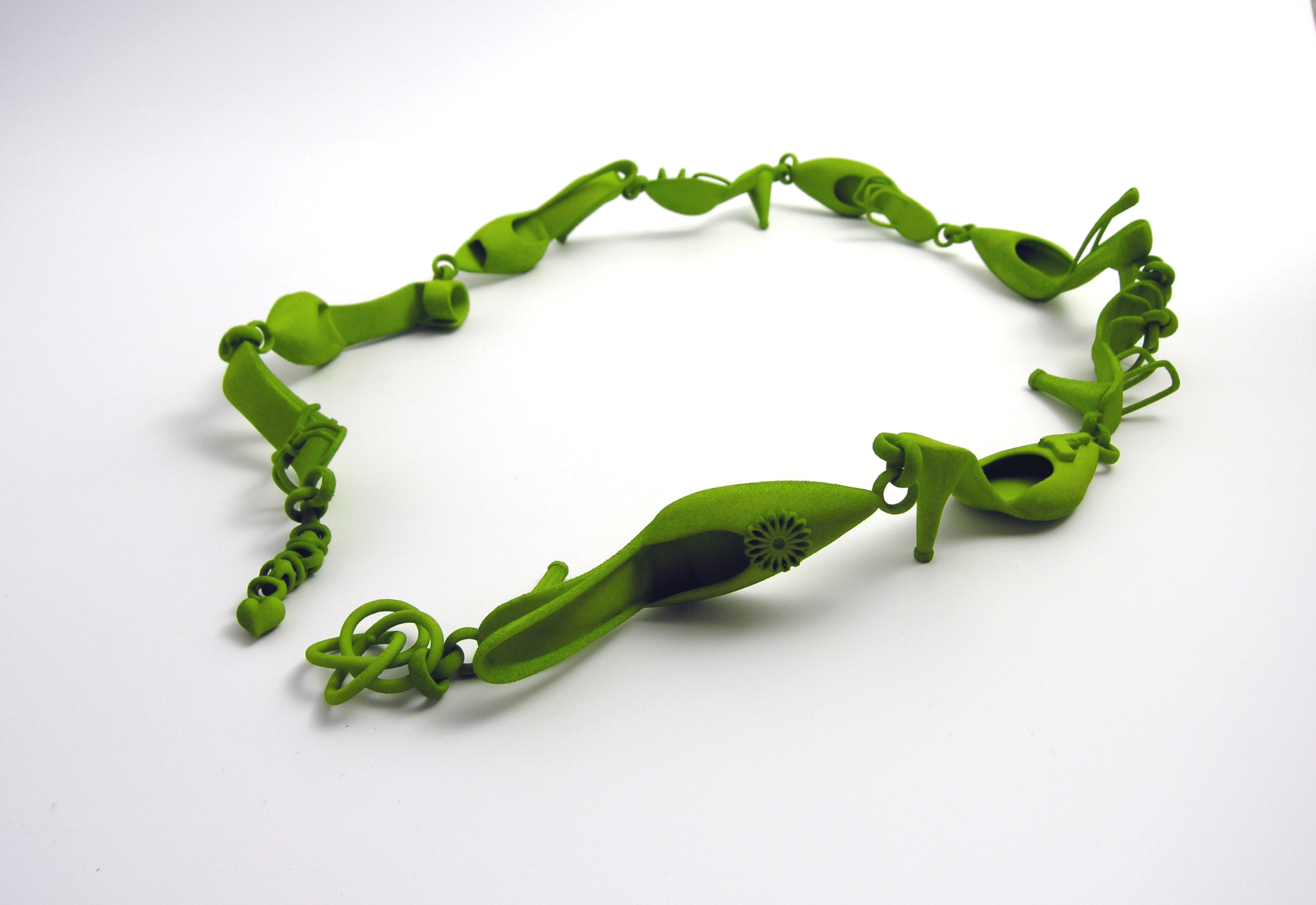
Một ví dụ về đồ trang sức in ấn 3D có giới hạn. Vòng cổ này được làm bằng nylon cốt sợi thủy tinh. Nó có các mối liên kết quay được sản xuất trong cùng một bước sản xuất như các bộ phận khác

Vào năm 2005, những người yêu thích và thị trường gia đình mở rộng nhanh chóng được thành lập với sự ra mắt của các dự án RepRap và Fab@Home nguồn mở. Hầu như tất cả các máy in 3D sử dụng tại nhà được phát hành đều có nguồn gốc kỹ thuật của họ trong Dự án RepRap đang diễn ra và các sáng kiến phần mềm nguồn mở liên quan. Trong sản xuất phân tán, một nghiên cứu đã tìm thấy rằng in 3D có thể trở thành một sản phẩm thị trường đại chúng cho phép người tiêu dùng tiết kiệm tiền liên quan đến việc mua các vật dụng phổ biến trong gia đình. Ví dụ, thay vì đi đến một cửa hàng để mua một vật thể được sản xuất tại nhà máy bằng cách ép phun (như cốc đo hoặc phễu), một người có thể in nó ở nhà từ mô hình 3D đã tải xuống.

### Nghệ thuật và đồ trang sức
Năm 2005, các tạp chí khoa học bắt đầu báo cáo về các ứng dụng nghệ thuật có thể có của công nghệ in 3D, được sử dụng bởi các nghệ sĩ như Martin John Callanan tại trường kiến trúc Bartlett. Vào năm 2007, các phương tiện thông tin đại chúng được theo dõi với một bài báo trên Wall Street Journal và Tạp chí Thời gian, liệt kê một thiết kế in trong số 100 mẫu thiết kế có ảnh hưởng nhất của năm. Trong Liên hoan thiết kế London năm 2011, một bản cài đặt, được giám sát bởi Murray Moss và tập trung vào in 3D, được tổ chức tại Bảo tàng Victoria và Albert (bản V & A). Quá trình cài đặt được gọi là Cuộc cách mạng công nghiệp 2.0: Cách thế giới vật chất mới được hiện thực hóa.
Tại 3DPrintshow ở Luân Đôn, diễn ra vào tháng 11 năm 2013 và 2014, các phần nghệ thuật có các tác phẩm được làm bằng nhựa và kim loại in 3D. Một số nghệ sĩ như Joshua Harker, Davide Prete, Sophie Kahn, Helena Lukasova, Foteini Setaki cho thấy cách in 3D có thể thay đổi thẩm mỹ và quy trình nghệ thuật. Vào năm 2015, các kỹ sư và nhà thiết kế tại Nhóm Matter Mediated Matter và Glass Lab đã tạo ra một máy in 3D đắp dần in bằng thủy tinh, gọi là G3DP. Kết quả có thể là xây dựng  cũng như nghệ thuật. Các bình thủy tinh trong suốt được in trên đó là một phần của một số bộ sưu tập bảo tàng.
Việc sử dụng công nghệ quét 3D cho phép nhân bản các đối tượng thực sự mà không cần sử dụng kỹ thuật tạo khuôn trong nhiều trường hợp có thể tốn kém hơn, khó khăn hơn hoặc quá xâm phạm, đặc biệt đối với tác phẩm nghệ thuật quý giá hoặc hiện vật di sản văn hóa tinh tế nơi tiếp xúc trực tiếp với các chất đúc có thể gây hại cho bề mặt vật thể ban đầu.

### Ảnh tự chụp 3D

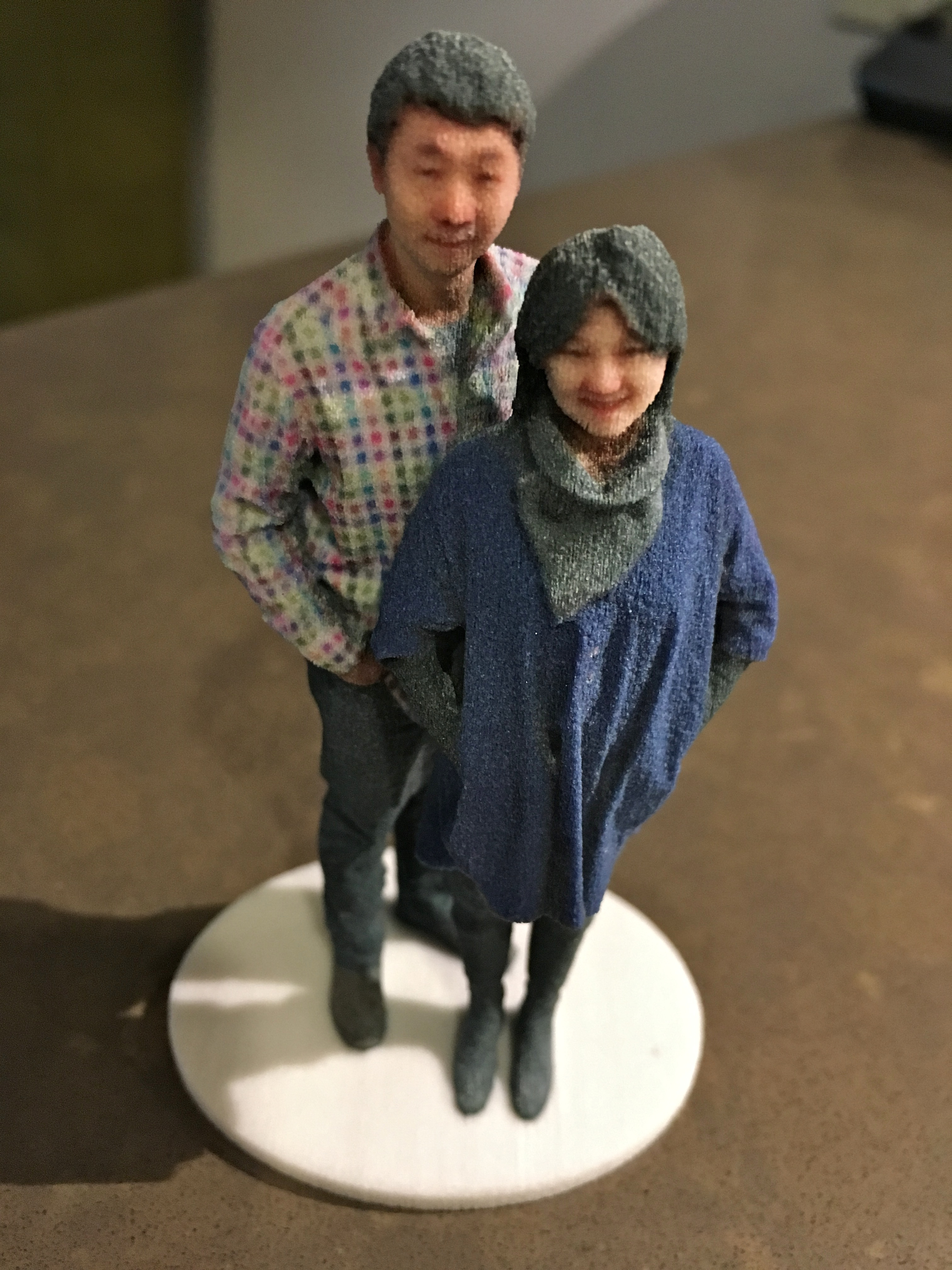
Ảnh tự sướng 3D theo tỷ lệ 1:20 do Shapeways in bằng cách sử dụng in thạch cao

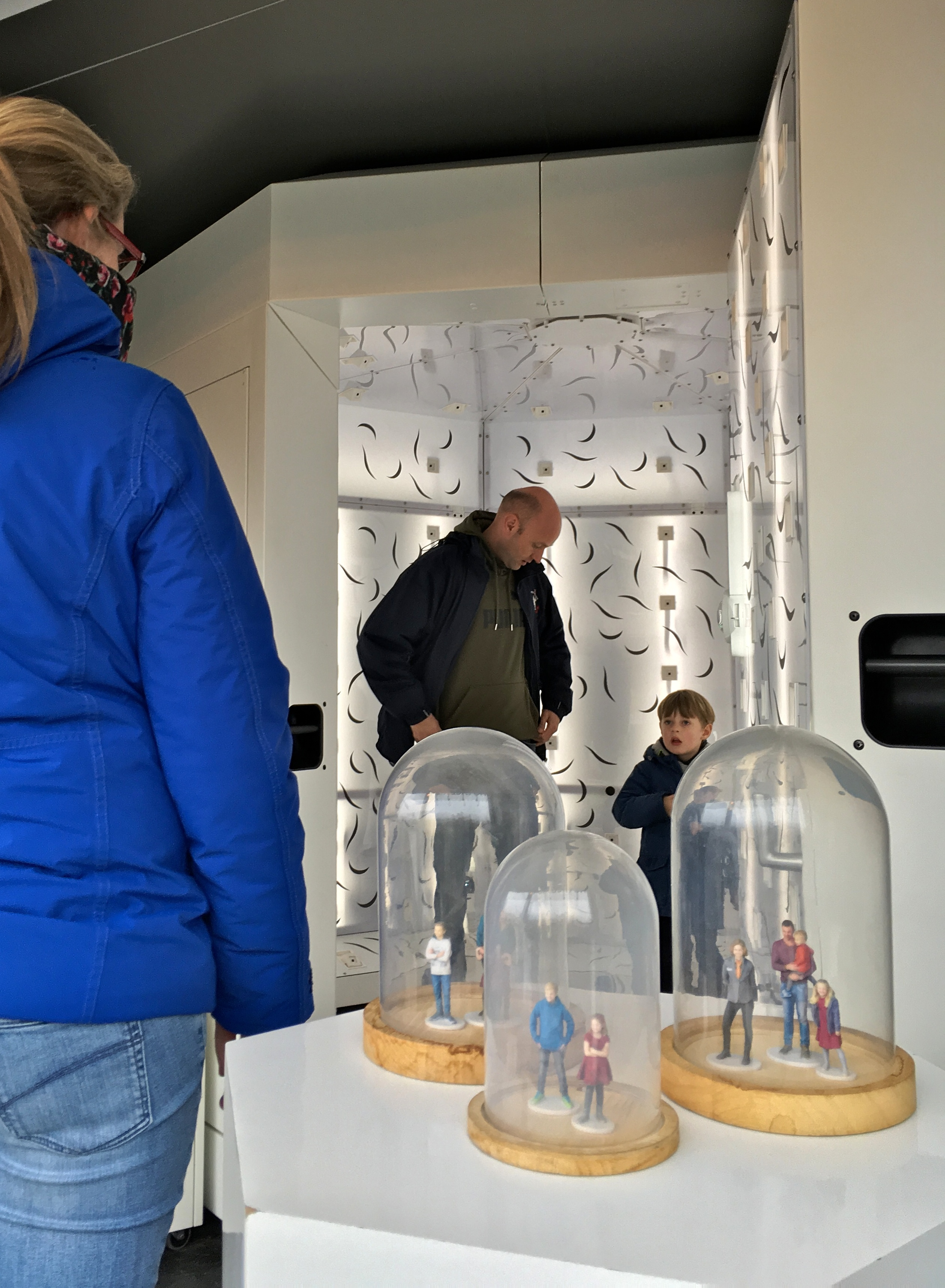
Gian hàng ảnh Fantasitron 3D tại Madurodam

Một gian hàng ảnh 3D như Fantasitron nằm ở Madurodam, công viên thu nhỏ, tạo ra các mô hình ảnh tự sướng 3D từ hình ảnh 2D của khách hàng. Những ảnh tự chụp này thường được in bởi các công ty in 3D chuyên dụng như Shapeways. Những mô hình này còn được gọi là chân dung 3D hay bức tượng nhỏ 3D

### Truyền thông
Sử dụng công nghệ đắp dần từng lớp được cung cấp bởi in 3D, các thiết bị Terahertz hoạt động như các ống dẫn sóng, bộ ghép nối và các đường cong đã được tạo ra. Hình dạng phức tạp của các thiết bị này không thể đạt được bằng cách sử dụng các kỹ thuật chế tạo thông thường. Máy in cao cấp thương mại EDEN 260V được sử dụng để tạo cấu trúc với kích thước tối thiểu 100 µm. Các cấu trúc in sau này được phát tán bằng DC phủ vàng (hoặc bất kỳ kim loại nào khác) để tạo ra một thiết bị Terahertz Plasmonic.
Vào năm 2016, nghệ sĩ / nhà khoa học Janine Carr đã tạo ra bộ gõ âm thanh 3d đầu tiên (beatbox) như một dạng sóng, với khả năng chơi sóng âm thanh bằng laser, cùng với bốn cảm xúc giọng hát cũng có thể chơi được bằng laser.

### Sử dụng trong nước
Một số ví dụ tiêu dùng đầu tiên về in 3D bao gồm 64DD được phát hành vào năm 1999 tại Nhật Bản. Tính đến năm 2012, in 3D trong nước chủ yếu được thực hiện bởi những người có sở thích và những người đam mê. Tuy nhiên, ít được sử dụng cho các ứng dụng thực tế trong gia đình, ví dụ, các vật trang trí. Một số ví dụ thực tế bao gồm một đồng hồ làm việc và bánh răng in cho máy chế biến gỗ gia đình trong số các mục đích khác. Các trang web liên quan đến in ấn 3D có xu hướng bao gồm backscratchers, móc áo, tay nắm cửa, vv.
Dự án mã nguồn mở Fab@Home đã phát triển máy in để sử dụng chung. Chúng đã được sử dụng trong môi trường nghiên cứu để sản xuất các hợp chất hóa học với công nghệ in 3D, bao gồm cả công nghệ in mới, ban đầu không có ứng dụng ngay lập tức làm bằng chứng về nguyên tắc. Máy in có thể in bất cứ thứ gì có thể được phân phối từ một ống tiêm dưới dạng lỏng hoặc dán. Các nhà phát triển ứng dụng hóa học dự tính cả sử dụng công nghiệp lẫn sinh hoạt cho công nghệ này, kể cả cho phép người dùng ở các địa điểm ở xa có thể tự sản xuất thuốc hoặc hoá chất gia đình của mình.
In 3D hiện đang làm việc theo cách của mình vào các hộ gia đình, và ngày càng có nhiều trẻ em được giới thiệu về khái niệm in 3D ở các độ tuổi sớm hơn. Triển vọng in 3D đang phát triển, và khi có nhiều người tiếp cận với sự đổi mới mới này, cách sử dụng mới trong các hộ gia đình sẽ xuất hiện.
Máy quay phim OpenReflex SLR được phát triển để in 3D như một dự án sinh viên nguồn mở.

### Giáo dục và nghiên cứu

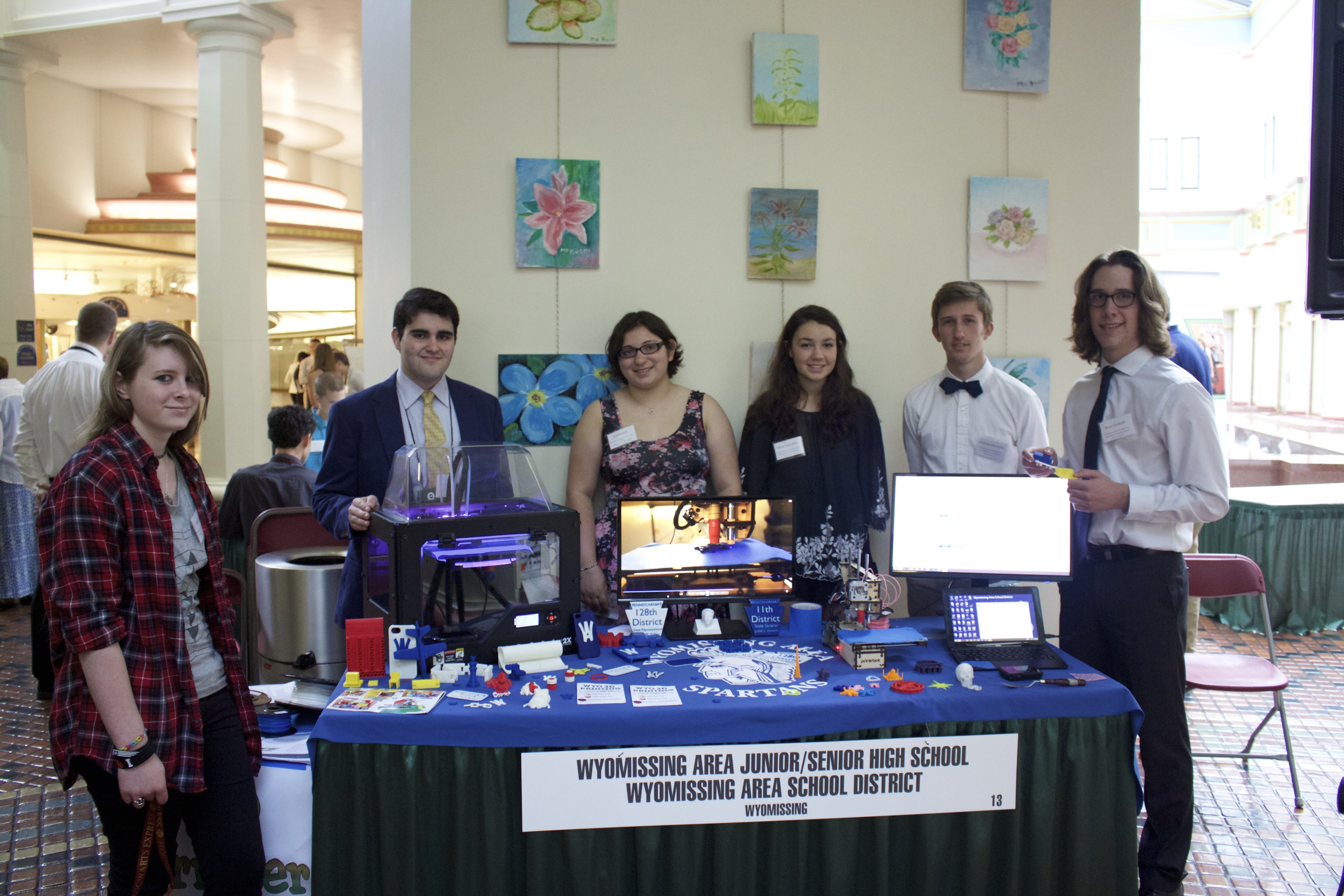
Học sinh trung học từ Wyomissing Area Jr / Sr High School ở Pennsylvania, Hoa Kỳ trình bày việc sử dụng 3D Printing trong lớp học

In 3D, và máy in 3D mã nguồn mở nói riêng, là công nghệ mới nhất xâm nhập vào lớp học. In 3D cho phép sinh viên tạo ra các nguyên mẫu của các vật phẩm mà không cần sử dụng dụng cụ đắt tiền theo yêu cầu trong các phương pháp cắt gọt. Học sinh thiết kế và sản xuất các mô hình thực tế mà họ có thể cầm nắm. Môi trường lớp học cho phép học sinh học và sử dụng các ứng dụng mới cho in 3D. RepRaps, ví dụ, đã được sử dụng cho một nền tảng robot di động mang tính giáo dục.
Một số tác giả đã tuyên bố rằng máy in 3D cung cấp một "cuộc cách mạng" chưa từng có trong giáo dục STEM. Bằng chứng cho những tuyên bố như vậy đến từ chi phí thấp để tạo mẫu nhanh trong lớp học của sinh viên, mà còn chế tạo thiết bị khoa học chất lượng cao chi phí thấp từ thiết kế phần cứng mở tạo thành các phòng thí nghiệm nguồn mở. Các nguyên tắc thiết kế và kỹ thuật được khám phá cũng như lập kế hoạch kiến trúc. Học sinh tái tạo bản sao của các hạng mục bảo tàng như hóa thạch và hiện vật lịch sử để nghiên cứu trong lớp học mà không làm hư hại các bộ sưu tập nhạy cảm. Các sinh viên khác quan tâm đến thiết kế đồ họa có thể dễ dàng xây dựng các mô hình với các bộ phận làm việc phức tạp. In 3D cung cấp cho sinh viên một góc nhìn mới với các bản đồ địa hình. Sinh viên khoa học có thể nghiên cứu mặt cắt ngang của các cơ quan nội tạng của cơ thể con người và các mẫu sinh vật khác. Và sinh viên hóa học có thể khám phá mô hình 3D của các phân tử và mối quan hệ trong các hợp chất hóa học.
Theo một bài báo gần đây của Kostakis et al., In và thiết kế 3D có thể điện tử hóa các loại sách khác nhau và năng lực sáng tạo của trẻ em phù hợp với tinh thần của thế giới thông tin liên kết với nhau.
Các ứng dụng trong tương lai cho in 3D có thể bao gồm việc tạo ra thiết bị khoa học nguồn mở.

### Sử dụng trong lĩnh vực môi trường
Tại Bahrain, in 3D có khổ lớn sử dụng chất liệu giống như đá sa thạch đã được sử dụng để tạo ra các cấu trúc hình san hô độc đáo, khuyến khích các polyp san hô xâm chiếm và tái sinh các rạn san hô bị hư hại. Những cấu trúc này có hình dạng tự nhiên hơn nhiều so với các cấu trúc khác được sử dụng để tạo ra các rạn san hô nhân tạo, và, không giống như bê tông, không phải là axit hay kiềm với độ pH trung tính.

### Di sản văn hóa

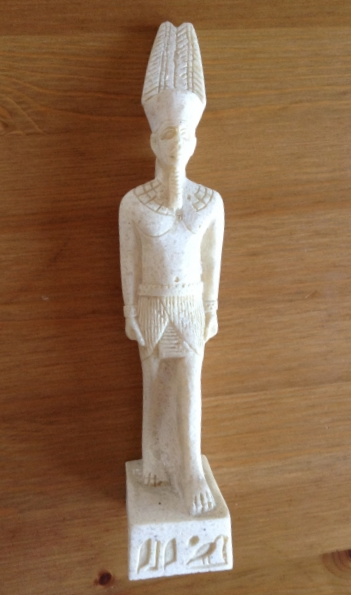
Tác phẩm điêu khắc in 3D của Pharaoh Ai Cập Merankhre Mentuhotep trưng bày tại Threeding

Trong vài năm qua, in 3D đã được sử dụng mạnh mẽ trong lĩnh vực di sản văn hóa với mục đích bảo tồn, phục hồi và phổ biến. Nhiều viện bảo tàng châu Âu và Bắc Mỹ đã mua máy in 3D và tích cực tái tạo phần còn thiếu của di tích của họ.
Scan the World là kho lưu trữ lớn nhất các đối tượng có thể in 3D có ý nghĩa văn hóa từ khắp nơi trên thế giới. Mỗi đối tượng, có nguồn gốc từ dữ liệu quét 3D được cung cấp bởi cộng đồng của họ, được tối ưu hóa cho in 3D và tải xuống miễn phí trên MyMiniFactory. Thông qua làm việc cùng với bảo tàng, chẳng hạn như Bảo tàng Victoria và Albert và nhà sưu tập cá nhân, ban đầu là nền tảng cho dân chủ hóa đối tượng nghệ thuật.
Bảo tàng Nghệ thuật Metropolitan và Bảo tàng Anh đã bắt đầu sử dụng máy in 3D của họ để tạo quà lưu niệm bảo tàng có sẵn trong các cửa hàng bảo tàng. Các bảo tàng khác như Bảo tàng Lịch sử Quân sự Quốc gia và Bảo tàng Lịch sử Varna, đã đi xa hơn và bán qua nền tảng trực tuyến Các mô hình kỹ thuật số ở định dạng tệp thân thiện với in 3D được tạo bằng máy quét Artec 3D, mọi người đều có thể in 3D tại nhà.

### Vật liệu đặc biệt
In 3D cấp người tiêu dùng đã dẫn đến các loại vật liệu mới được phát triển riêng cho máy in 3D. Ví dụ, vật liệu sợi đã được phát triển có các đặc điểm về hình dạng và cấu trúc giống gỗ. Hơn nữa, công nghệ mới, chẳng hạn như sợi carbon vào nhựa có thể in, cho phép vật liệu mạnh hơn, nhẹ hơn. Ngoài các vật liệu kết cấu mới đã được phát triển do in 3D, công nghệ mới đã cho phép các mẫu được áp dụng trực tiếp cho các bộ phận in 3D. Bột xi măng Portland không chứa oxit sắt đã được sử dụng để tạo cấu trúc kiến trúc cao tới 9 feet.